# Paraguayische Fußballnationalmannschaft (U-20-Frauen)
Die paraguayische U-20-Fußballnationalmannschaft der Frauen repräsentiert Paraguay im internationalen Frauenfußball. Die Nationalmannschaft untersteht der Asociación Paraguaya de Fútbol und wird seit 2018 von Rubén Subeldía und seiner Co-Trainerin Miriam Báez trainiert. Der Spitzname der Mannschaft ist Albirroja Femenina Absoluta.
Die Mannschaft tritt bei der Südamerika-Meisterschaft, den Juegos Bolivarianos und der U-20-Weltmeisterschaft für Paraguay an. Hinter dem ungeschlagenen Rekordsieger Brasilien zählt das Team mit drei Vize-Südamerikameisterschaften (zuletzt 2018) zu den erfolgreichsten U-20-Nationalmannschaften in Südamerika. In den Jahren 2014 und 2018 qualifizierte sich die paraguayische U-20-Auswahl zudem für die U-20-Weltmeisterschaft, kam dort jedoch nie über die Gruppenphase hinaus.

## Turnierbilanz

### Weltmeisterschaft
| Jahr   | Gastgeber       | Platzierung        |
| ------ | --------------- | ------------------ |
| 2002   | Kanada          | nicht qualifiziert |
| 2004   | Thailand        | nicht qualifiziert |
| 2006   | Russland        | nicht qualifiziert |
| 2008   | Chile           | nicht qualifiziert |
| 2010   | Deutschland     | nicht qualifiziert |
| 2012   | Japan           | nicht qualifiziert |
| 2014   | Kanada          | Gruppenphase       |
| 2016   | Papua-Neuguinea | nicht qualifiziert |
| 2018   | Frankreich      | Gruppenphase       |
| 2020 1 | Costa Rica 1    | – 1                |
| 2022   | Costa Rica      | nicht qualifiziert |
| 2024   | Kolumbien       | qualifiziert       |

### Südamerika-Meisterschaft
| Jahr   | Gastgeber     | Platzierung  |
| ------ | ------------- | ------------ |
| 2004   | Brasilien     | 2. Platz     |
| 2006   | Chile         | 3. Platz     |
| 2008   | Brasilien     | 3. Platz     |
| 2010   | Kolumbien     | 3. Platz     |
| 2012   | Brasilien     | 4. Platz     |
| 2014   | Uruguay       | 2. Platz     |
| 2015   | Brasilien     | Gruppenphase |
| 2018   | Ecuador       | 2. Platz     |
| 2020 2 | Argentinien 2 | – 2          |
| 2022   | Chile         | Gruppenphase |
| 2024   | Ecuador       | 2. Platz     |

### Juegos Bolivarianos
| Jahr | Gastgeber | Platzierung        |
| ---- | --------- | ------------------ |
| 2005 | Kolumbien | nicht qualifiziert |
| 2009 | Bolivien  | nicht qualifiziert |
| 2013 | Peru      | nicht qualifiziert |
| 2017 | Kolumbien | nicht qualifiziert |
| 2022 | Kolumbien | 2. Platz           |